# Zawaliny
Zawaliny – wieś w Polsce położona w województwie lubelskim, w powiecie łukowskim, w gminie Wola Mysłowska. Miejscowość położona na Wysoczyźnie Żelechowskiej nad rzeką Wilgą.
W latach 1975–1998 miejscowość należała administracyjnie do województwa siedleckiego.
Wieś nie ma statusu sołectwa. 